# Immersiella caudata
Immersiella caudata är en svampart som först beskrevs av Curr., och fick sitt nu gällande namn av A.N. Mill. & Huhndorf 2004. Enligt Catalogue of Life ingår Immersiella caudata i släktet Immersiella,  och familjen Lasiosphaeriaceae, men enligt Dyntaxa är tillhörigheten istället släktet Immersiella,  och ordningen Sordariales. Arten är reproducerande i Sverige. Inga underarter finns listade i Catalogue of Life.